# Uniunea Preoților Democrați Români

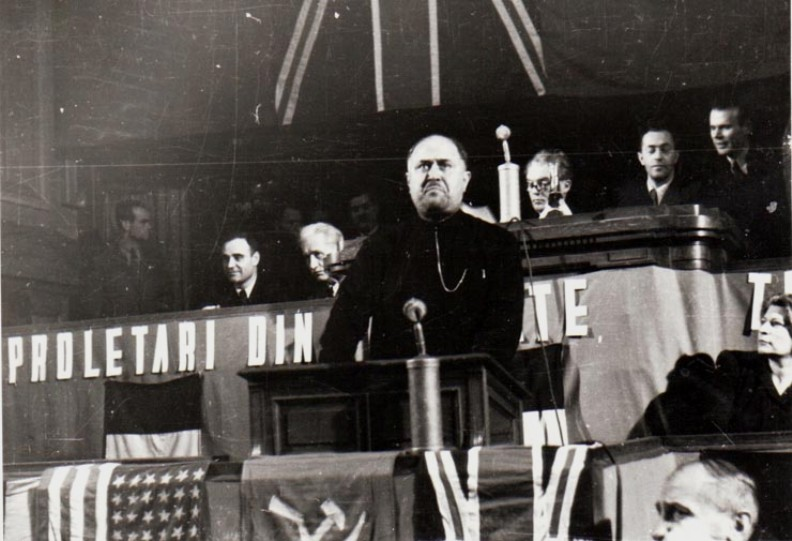
Preotul Constantin Burducea (la microfon) la o ședință cu Ana Pauker (în dreapta pozei)

Uniunea Preoților Democrați Români a fost o organizație politică comunistă a preoților Bisericii Ortodoxe Române. Printre liderii acestei mișcări s-au numărat preoții Constantin Burducea și Gala Galaction. Pe 8 martie 1945, după instalarea guvernului Petru Groza, președintele Uniunii, Constantin Burducea, a fost numit în funcția de ministru al Cultelor.